# Самборек (Вармінсько-Мазурське воєводство)
Самборек (пол. Samborek, нім. Lauterwalde) — село в Польщі, у гміні Любоміно Лідзбарського повіту Вармінсько-Мазурського воєводства.
Населення — 79 осіб (2011).
У 1975-1998 роках село належало до Ольштинського воєводства.

## Демографія
Демографічна структура станом на 31 березня 2011 року:
|          | Загалом | Допрацездатний вік | Працездатний вік | Постпрацездатний вік |
| -------- | ------- | ------------------ | ---------------- | -------------------- |
| Чоловіки | 42      | 5                  | 35               | 2                    |
| Жінки    | 37      | 8                  | 20               | 9                    |
| Разом    | 79      | 13                 | 55               | 11                   |